# 히르센그라벤 터널
히르센그라벤 터널(Hirschengraben Tunnel)은 스위스 취리히의 철도 터널이다. 터널은 서쪽 접근에서 취리히 중앙역, 동쪽으로 역 아래, 리마트강과 도심까지 이어지며, 남쪽으로 방향을 틀고, 취리히 슈타델호펜역에서 지상으로 나타난다. 취리히 중앙역의 지하 플랫폼 세트를 포함하며 트윈 표준궤(1,435mm) 가공 전차선을 사용하여 15kV AC16,7Hz 규격으로 전철화된 트랙이다.

## 개요
터널은 1989년에 개통되었으며 처음에는 기차가 취리히를 통과하여, 역전 없이 취리히호 우안선으로 달릴 수 있었다. 취리히 중앙역 역에서 서쪽 방향으로 출발하여 리마트강 위로 난 육교를 통해 시계 방향으로 270도 회전하고, 레텐역과 레텐 터널을 통과하여 슈타델호펜으로 향하던 원래의 우안선 노선은 히르셴그라벤 터널 개통 후 폐쇄되었다. 이듬해 취리히베르크 터널은 슈타델호펜 남쪽 교차로에서 슈테트바흐역으로 개통되어 취리히 동쪽과 북쪽 지점을 역전 없이 오갈 수 있었다.
취리히 중앙역에서 터널은 중앙역 트랙 41에서 44까지 번호가 매겨진 4개의 플랫폼 트랙이 있는 한 쌍의 지하 섬 플랫폼을 제공하지만 때로는 뮤제움슈트라세역이라고도 한다. 이 플랫폼은 지하철과 쇼핑몰의 복합체를 통해 역의 다른 플랫폼 및 지하와 지상 시설과 연결된다.
터널은 주로 취리히 S-반의 교외 열차에서 사용되지만, 가끔 우편열차, 화물열차와 장거리 여객 열차에서도 사용된다.
2014년에는 히르센그라벤과 취리히베르크 터널을 통한 경로가 바인베르크 터널로 보완되었다. 이 터널은 도시횡단연결 프로젝트(Durchmesserlinie) 취리히의 일부인 욀리콘역까지 동쪽 방향 경로를 통해 중앙역의 추가 저층 플랫폼을 연결한다. 1990년 노선과 달리 이 노선은 장거리 여객 열차와 S-반에서 사용하기 위한 것이다.

## 1991 차량 화재
1991년 4월 16일, 방화범이 슈타델호펜역까지 터널을 운행하는 열차의 뒷칸에 불을 질렀다. 이를 역무원과 지나가는 열차의 운전자가 보았지만, 무선을 통해 불이 난 열차 승무원에게 도달할 수 없었다. 열차가 터널에 진입한 후 승객은 화재를 인지하고, 비상 브레이크를 당겼다. 운전자는 화재를 인지했지만, 무선으로 관제사에게 연락할 수 없었다. 그는 기차에서 내려 전화로 관제사에게 연락할 수 있었다.
화재에도 침착함을 유지한 승객들은 열차에서 대피하고 슈타델호펜역까지 도보로 이동하라는 지시를 받았다. 두 번째 열차는 슈타델호펜에서 터널로 진입했고, 경고 신호로 정지했다. 이 기차의 운전자는 연기가 터널을 가득 채우기 시작하자, 기차를 슈타델호펜으로 후퇴시키기로 결정했다. 두 번째 기차는 첫 번째 기차에서 승객을 태우기 위해 멈췄다. 정전으로 두 번째 열차가 대피했고, 두 열차의 승객들은 도보로 슈타델호펜으로 대피했다.
화재로 인한 인명 피해는 없었다. 화재 후 조사 결과, 터널에서 탈출을 돕기 위한 벽 난간을 대피자들이 볼 수 있도록 터널 조명이 충분하지 않은 것으로 나타났다. 또한 대부분의 경우 터널의 픽토그램이 눈에 잘 띄지 않을 만큼 눈에 띄지 않으며, 한 경우에는 오해의 소지가 있는 것으로 나타났다. 이번 사건은 비상시 열차 승무원의 효과적인 훈련과 승객의 협조로 터널 화재 시 대피에 성공한 사례로 꼽힌다.